# Abengourou (département)
Le département d'Abengourou est un département de Côte d'Ivoire. Il est situé à l'est du pays, dans le district de la Comoé et dans la région de l'Indénié-Djuablin. La ville d'Abengourou est le chef-lieu départemental et se trouve à environ 210 kilomètres d’Abidjan, la capitale économique.
Ce département a une superficie de 6 919 km2, avec une population estimée à 560 432 habitants (RGPH 2014).